# OpenSync
OpenSync — открытая программная библиотека (распространяется под лицензией GNU Lesser General Public License), использующаяся для синхронизации данных из ПИМ (контакты, календарь, задачи и заметки) между компьютерами и мобильными устройствами, произошёл от Multisync. OpenSync поддерживает плагины, с помощью которых реализуется поддержка различных точек синхронизации (ПИМ-приложения, мобильные телефоны, КПК, сервера groupware и директории LDAP).
OpenSync был выбран проектом KDE, как главный фреймворк для синхронизации, однако он может работать также на Windows и различных Unix-подобных системах.